# Erin Cafaro
Erin Cafaro, född 9 juni 1983 i Modesto, Kalifornien, är en amerikansk roddare. Hon tävlade i de Olympiska sommarspelen 2008 där hon vann guldmedalj i dam 8:an. I Olympiska sommarspelen 2012 vann hon sin andra guldmedalj i samma gren. 
Hon började sin roddkarriär som nybörjare på University of California, 2001. Sommaren 2006 började Cafaro träna heltid med US Rowing National Team. Hon vann bronsmedalj i Eton i Världsmästerskapen i rodd samt en guldmedalj i samma tävling året därpå.